# Trancas megye
Trancas egy megye Argentína északnyugati részén, Tucumán tartományban. Székhelye Trancas.

## Népesség
A megye népessége a közelmúltban a következőképpen változott:
| Év   | Lakosság |
| ---- | -------- |
| 2001 | 15 430   |
| 2010 | 17 371   |